# Ivor Dean
Ivor Dean , né le 21 décembre 1917 dans le quartier d' Edmonton dans le Grand Londres au Royaume-Uni et mort le 10 août 1974  à Truro en Cornouailles au Royaume-Uni, est un acteur anglais.

## Biographie
Il est essentiellement connu pour son rôle de l'inspecteur Teal dans Le Saint.
Les téléspectateurs français ont aussi pu le voir en 1967 dans le rôle de Long John Silver dans le feuilleton franco-allemand L'Île au trésor de Wolfgang Liebeneiner aux côtés de Jacques Dacqmine, Jacques Monod et François Darbon  sur la première chaîne de l'ORTF. Il a également été remarqué dans l'épisode d'Amicalement vôtre Regrets éternels, série souvent rediffusée en France.
Si sa carrière au cinéma reste méconnue, il est un personnage familier des séries télévisées britanniques des années 60. En dehors de son personnage dans Le Saint, il est notamment apparu dans Chapeau melon et bottes de cuir aux côtés de Patrick MacNee et Diana Rigg  dans l'épisode La chasse au trésor, puis dans la saison suivante avec Linda Thorson dans l'épisode Le document disparu.
Ivor Dean est le co-auteur avec l'acteur William Franklyn d'une série d'espionnage qui n'a jamais vu le jour, car considérée comme en avance sur son temps. Cela a précédé toutes les grandes histoires d'espionnage des années 60, notamment la saga James Bond.

## Vie privée
Il est marié de 1949 à sa mort avec la comédienne Patricia Hamilton (1929-2019), avec qui il a trois filles.

## Mort
Ivor Dean meurt d'une insuffisance cardiaque à l'âge de 56 ans le 10 août 1974, à Truro, dans les Cornouailles.

## Filmographie partielle

### Cinéma
- 1956 : Cloak Without Dagger de Joseph Sterling : Night Club Proprietor
- 1962 : Gaolbreak de Francis Searle : Barrington
- 1962 : Danger by My Side de Charles Saunders : Balding Detective at Quarry
- 1964 : The Sicilians de Ernest Morris : Burford
- 1966 : Bindle (One of Them Days) de Peter Saunders : Mr. Fawcett
- 1967 : Un étranger dans la maison de Pierre Rouve : Insp. Colder
- 1967 : La Créature invisible de Michael Reeves : Insp. Matalon
- 1967 : Theatre of Death de Samuel Gallu : Inspector Micheaud
- 1968 : Sel, poivre et dynamite de Richard Donner : Police Commissioner
- 1968 : Decline and Fall... of a Birdwatcher de John Krish : Old Bailey Policeman
- 1969 : Crooks and Coronets de Jim O'Connolly : Bellows
- 1969 : Le Cercueil vivant de Gordon Hessler : Hawthorne
- 1969 : Le Gang de l'oiseau d'or de Sam Wanamaker : Reynolds
- 1971 : Dr. Jekyll et Sister Hyde de Roy Ward Baker : William Burke
- 1971 : The Magnificent Seven Deadly Sins de Graham Stark : Policeman (segment "Pride")
- 1973 : Never Mind the Quality: Feel the Width de Ronnie Baxter : Bishop Rourke

### Télévision

#### Séries télévisées
- 1955 : The Mulberry Accelerator (épisode 1) : Samuels
- 1955 : Lilli Palmer Theatre : Death Trap (saison 1 épisode 11) : Stefanik
- 1955 : The Scarlet Pimpernel : Sir Andrew's Fate (saison 1 épisode 8) : 1st Agent
- 1955 : BBC Sunday-Night Theatre : The Makepeace Story #4: The New Executive (saison 6 épisode 45) : Mr. Pilkington
- 1956 : Lilli Palmer Theatre : The Ends of Justice (saison 1 épisode 32) : Photographer
- 1956 : The Scarlet Pimpernel : The Farmer's Boy (saison 1 épisode 17) : First Agent
- 1956 : Death to the First Lady : We Want Kim (saison 1 épisode 2) : Lancelot Jory
- 1956 : Death to the First Lady : The Man at the Window (saison 1 épisode 3) : Lancelot Jory
- 1956 : Death to the First Lady : The Box of Tricks (saison 1 épisode 4) : Lancelot Jory
- 1956 : Death to the First Lady : Dance Macabre (saision 1 épisode 5) : Lancelot Jory
- 1957 : Armchair Theatre : Rappaport Always Pays (saison 1 épisode 34) : Man
- 1958 : Sailor of Fortune : The Desert Bus (saison 2 épisode 14) : Gendarme Sergeant
- 1958 : ITV Television Playhouse : The Touch of Fear (saison 3 épisode 40) : Supt. Blandford
- 1958 : ITV Television Playhouse : Death Hangs on a Word (saison 3 épisode 48) : Jack Fisber
- 1958 : ITV Television Playhouse : Blood on the Snow (saison 3 épisode 52) : Purishkevitch
- 1958 : Armchair Theatre : The Pillars of Midnight (saison 3 épisode 1) : Hotel proprietor
- 1958 : ITV Play of the Week : ... And Humanity (saison 3 épisode 26) German medical orderly
- 1959 : BBC Sunday-Night Theatre : The Skin Game (saison 10 épisode 3) : Second stranger
- 1959 : The Infamous John Friend  (saison 1 épisodes  3 et 4) : Landlord of the 'Running Horse' Inn
- 1959 : Armchair Theatre : The Last of the Brave (saison 3 épisode 62) : Dr. Blanchard
- 1959 : ITV Play of the Week : The Wild Bird (saison 4 épisode 43) : M. Lebonze
- 1960 : Theatre 70 : The Dragon's Tail (saison 1 épisode 7) : Croupier
- 1960 : BBC Sunday-Night Play : Tuppence in the Gods (saison 2 épisode 10) : Lester
- 1961 : Probation Officer  (saison 2 épisode 36) : Clerk of Court
- 1961 : If the Crown Fits : Gambling (saison 1 épisode 3) : Card player #4
- 1961 : If the Crown Fits : Royal Divorce (saison 1 épisode 6) : Minister of Labour
- 1961 : Family Solicitor : The Case of the Dyed Hair (saison 1 épisode 3) : Mr. Pike
- 1961 : Family Solicitor : Cross Petition (saison 1 épisode 6) : Mr. Pike
- 1962 : Chapeau melon et bottes de cuir : Tueurs à gage (saison 2 épisode 10) : Harbour Officer
- 1962 : Top Secret : Maggie (saison 2 épisode 6) : Gomez
- 1962 : The Sword in the Web : A Foot in the Door (saison 1 épisode 1)
- 1962 : No Hiding Place : The Girl in the Rain (saison 4 épisode 29) : Charles
- 1963 : Le Saint : Le Saint en vedette (saison 2 épisode 2) : David Brown
- 1963 : Le Saint : Iris (saison 2 épisode 8) : Inspector Teal
- 1963 : Le Saint : Les Diamants bruts (saison 2 épisode 10) : Inspector Teal
- 1963 : Le Saint : Le Saint joue avec le feu (saison 2 épisode 11) : Inspector Teal
- 1963 : No Hiding Place : Death on the Doorstep (saison 4 épisode 34) : Henry Brandon
- 1963 : The Odd Man : This Stuff's Thicker Than Water (saison 3 épisode 6) :  Weaver
- 1963 : Taxi! : The Accident (saison 1 épisode 8) : Collector
- 1963 : Maupassant : Husbands and Wives (saison 1 épisode 9)
- 1963 : Dixon of Dock Green : Time Bomb (saison 9 épisode 21) : Miles Radcliffe
- 1963 : ITV Play of the Week : For King and Country #2: The Barricade (saison 8 épisode 49) : Mr. Stevens
- 1964 : Sergeant Cork : The Case of the Stricken Surgeon (saison 2 épisode 8) : Dr. Rice
- 1964 : The Villains : Contraband (saison 1 épisode 6) : The Club Owner
- 1964 : Paris 1900 : Half a Husband (saison 1 épisode 4) : Sergeant-Major
- 1964 : The Sullavan Brothers : A Question of Honour (saison 1 épisode 7) : Mr. Burns
- 1964 : Coronation Street  (saison 1 épisode 371) : Mr. Wormold
- 1964 : Crane : In Trust Find Treason (saison 3 épisode 7) : Aldo Romitu
- 1964 : Le Saint : Une ravissante voleuse (saison 2 épisode 20) : Inspector Teal
- 1964 : Le Saint : Recel de bijoux (saison 2 épisode 23) : Inspector Teal
- 1964 : Le Saint : Le Scorpion (saison 3 épisode 4) : Inspector Teal
- 1964 : Le Saint : L'Homme qui aimait les jouets (saison 3 épisode 8) : Inspector Teal
- 1964 : Le Saint : La Demoiselle en détresse (saison 3 épisode 13) : Inspector Teal
- 1965 : Front Page Story : The Quiet Load (saison 1 épisode 2) : Vic Stafford
- 1965 : Front Page Story : The Personal Touch (Saison 1 épisode 8) : Vic Stafford
- 1965 : Front Page Story : Command Performance (saison 1 épisode 10) : Vic Stafford
- 1965 : Front Page Story : The Temptation of Sir Anthony (saison 1 épisode 11) : Vic Stafford
- 1965 : Front Page Story : Sack the Editor (saison 1 épisode 17) : Vic Stafford
- 1965 : Front Page Story : Rupert (saison 1 épisode 19) : Vic Stafford
- 1965 : Front Page Storyl : Nine-Tenths of the Iceberg (saison 1 épisode 20) : Vic Stafford
- 1965 : Front Page Story : Drop a Spot of Acid on It (saison 1 épisode 21) : Vic Stafford
- 1965 : Front Page Story : Whitehall 14 (saison 1 épisode 23) : Vic Stafford
- 1965 : Front Page Story : One Good Turn (saison 1 épisode 25) : Vic Stafford
- 1965 : Front Page Story : The Shake-Up (saison 1 épisode 26) : Vic Stafford
- 1965 : Here's Harry : The Photographer (saison 7 épisode 5)
- 1965 : Knock on Any Door : The Machine Minder (saision 1 épisode 9) : Arthur Dix
- 1965 : ITV Play of the Week : The Way of All Flesh (saison 10 épisode 50) : Dr. Skinner
- 1965 : Le Saint : Le Contrat (saison 3 épisode 14) : Inspector Teal
- 1965 : Le Saint : Le Fourgon postal (saison 3 épisode 15) : Inspector Teal
- 1965 : Le Saint : Le Crime du siècle (saison 3 épisode 22) : Inspector Teal
- 1965 : Le Saint : Un bon détective (saison 4 épisode 4) : Inspector Teal
- 1965 : Le Saint : L'Homme qui défie la mort (saison 4 épisode 6) : Inspector Teal
- 1966 : Dixon of Dock Green : Bullion (saison 12 épisode 17) : Davidson
- 1966 : The Liars  (saison 1 épisode 9) : Grand Duke
- 1966 : Mrs Thursday : Family Reunion (saison 1 épisode 3) : Dick Jarvis
- 1966 : Pardon the Expression : Between the Cover (saison 2 épisode 12) : Det. Sgt. Thompson
- 1966 : Knock on Any Door : Pig Iron Johnny (saision 2 épisode 2) : Jimmy
- 1966 : Sergeant Cork : The Case of the Threatened Rajah (saison 6 épisode 13) : Amal Bhose
- 1966 : Emergency-Ward 10 : A Step in the Right Direction (saison 2 épisode 10) : Lipton
- 1966 : L'Île au trésor : Der Schiffskoch (saison 1 épisode 2) : John Silver
- 1966 : L'Île au trésor : Das Blockhaus (saison 1 épisode 3) : John Silver
- 1966 : Le Saint : La Route de l'évasion (saison 5 épisode 14) : Inspector Teal
- 1967 : No, That's Me Over Here! (saison 1 épisode 1) : Mr. Robinson
- 1967 : No, That's Me Over Here! (saison 1 épisode 3) : Mr. Robinson
- 1967 : No, That's Me Over Here! (saison 1 épisode 6) : Mr. Robinson
- 1967 : L'Île au trésor : Die Entscheidung (saison 1 épisode 4) : John Silver
- 1967 : Armchair Theatre : A Magnum for Schneider (saison 7 épisode 2) : Waterman
- 1967 : Mr. Rose : The Naked Emperor (saison 1 épisode 2) : Tomlinson
- 1967 : ITV Play of the Week : The Division (saison 12 épisode 38) : 'Jildy' Teague RM
- 1967 : Market in Honey Lane : The Unspeakable Overcoat (saison 1 épisode 12) : L.B. Moelkischer
- 1967 : The Gamblers : The Wrecker (saison 1 épisode 7) : Patterson
- 1967 : Chapeau melon et bottes de cuir : La chasse au trésor (saison 5 épisode 19) : Bates
- 1967 : Le Saint : Tentative de meurtre (saison 5 épisode 15) : Inspector Teal
- 1967 : Le Saint : Le Jeu de la mort (saison 5 épisode 17) : Chief Inspector Teal
- 1967 : Le Saint : Les Faux-monnayeurs (saison 5 épisode 20) : Chief Inspector Teal
- 1967 : Le Saint : Copies conformes (saison 5 épisode 24) : Chief Inspector Teal
- 1967 : Le Saint : Un vieil ami (saison 5 épisode 25) : Chief Inspector Teal
- 1967 : Le Saint : Qui est le traître ? (saison 5 épisode 26) : Chief Inspector Teal
- 1968 : Coronation Street  (saison 1 épisode 737) : Alfred Wormold
- 1968 : Life with Cooper : Visiting Tommy's Aunt (saison 2 épisode 5)
- 1968 : Ooh La La! : 'Two Whole Days (saison 2 épisode 4) : The Husband
- 1968 : Le Saint : L'Héritage (saison 6 épisode 4) : Chief  Inspector Teal
- 1968 : Le Saint : Un diplomate disparu (saison 6 épisode 5) : Chief Inspector Teal
- 1968 : No, That's Me Over Here! (saison 2 épisode 1) : Mr. Robinson
- 1968 : No, That's Me Over Here! (saison 2 épisode 2) : Mr. Robinson
- 1968 : No, That's Me Over Here! (saison 2 épisode 4) : Mr. Robinson
- 1968 : No, That's Me Over Here! (saison 2 épisode 6) : Mr. Robinson
- 1968 : Nearest and Dearest :It Comes to Us All (saison 1 épisode 1) : Policeman
- 1969 : Mon ami le fantôme : Whoever Heard of a Ghost Dying? (saison 1 épisode 8) : Inspector Large
- 1969 : Mon ami le fantôme : When Did You Start to Stop Seeing Things? (saison 1 épisode 10) : Inspector Large
- 1969 : Mon ami le fantôme : When the Spirit Moves You (saison 1 épisode 16) : Inspector Large
- 1969 : Chapeau melon et bottes de cuir : Le document disparu (saison 6 épisode 3) : Ferret
- 1969 : Le Saint : Portrait de Brenda (saison 6 épisode 20) : Chief Inspector Teal
- 1969 : The Inside Man : A Day of Angels (saison 1 épisode 10) : John
- 1969 : Hadleigh : Safety of the Realm (saison 1 épisode 10) : Sir Hillary Winters
- 1970 : ITV Saturday Night Theatre : Suffer Little Children (saison 2 épisode 17) : Nelson
- 1970 : Mon ami le fantôme : Could You Recognise the Man Again? (saison 1 épisode 18) : Inspector Large
- 1970 : Mon ami le fantôme : Money to Burn (saison 1 épisode 20) : Inspector Large
- 1970 : ITV Playhouse : Rumour (saison 3 épisode 22) : James
- 1970 : No, That's Me Over Here! : Old Age (saison 3 épisode 1) : Mr. Robinson
- 1970 : No, That's Me Over Here! : Registration (saison 3 épisode 2) : Mr. Robinson
- 1970 : No, That's Me Over Here! : Social (saison 3 épisode 4) : Mr. Robinson
- 1970 : No, That's Me Over Here! : Drink (saison 3 épisode 5) : Mr. Robinson
- 1970 : No, That's Me Over Here! : Neighbours (saison 3 épisode 6) : Mr. Robinson
- 1970 : No, That's Me Over Here! : The Girl (saison 3 épisode 7) : Mr. Robinson
- 1970 : No, That's Me Over Here! : Fancy Dress (saison 3 épisode 8) : Mr. Robinson
- 1970 : No, That's Me Over Here! : Brothers in Law (saison 3 épisode 9) : Mr. Robinson
- 1970 : No, That's Me Over Here! : Money (saison 3 épisode 10) : Mr. Robinson
- 1970 : No, That's Me Over Here! : Religion (saison 3 épisode 11) : Mr. Robinson
- 1970 : No, That's Me Over Here! : Politics (saison 3 épisode 12) : Mr. Robinson
- 1970 : No, That's Me Over Here! : Wedding (saison 3 épisode 13) : Mr. Robinson
- 1971 : Nearest and Dearest : Something in the Night (saison 5 épisode 7) : Detective Inspector
- 1971 : Doctor at Large : Upton Sells Out? (saison 1 épisode 10) : Jarvis
- 1971 : Doctor at Large : Saturday Matinee (saison 1 épisode 11) : Jarvis
- 1971 : Doctor at Large : Where There's a Will... (saison 1 épisode 12) : Jarvis
- 1971 : Father, Dear Father : The Last of the Red Hot Mommas (saison 4 épisode 1) : Doctor
- 1971 : Keep It in the Family : Happy Event (saison 1 épisode 5) : Dr. Ivor Reese-Bowen
- 1972 : Amicalement vôtre : Regrets éternels  (saison 1 épisode 21) : Mr. Beebe
- 1972 : The Last of the Baskets : Since Then I Have Used No Other (saison 2 épisode 2) : Mr. Hobson
- 1972 : Both Ends Meet : Firm Foundations (saison 1 épisode 1) : Julius Cannon
- 1972 : Both Ends Meet : Random Sample (saison 1 épisode 2) : Julius Cannon
- 1972 : Both Ends Meet : The Lamp Still Burns (saison 1 épisode 3) : Julius Cannon
- 1972 : Both Ends Meet : Party Piece (saison 1 épisode 4) : Julius Cannon
- 1972 : Both Ends Meet : The Spring Collection (saison 1 épisode 5) : Julius Cannon
- 1972 : Both Ends Meet : Come Fly with Me (saison 1 épisode 6) : Julius Cannon
- 1972 : Both Ends Meet : Fancy Meeting You Here (saison 1 épisode 7) : Julius Cannon
- 1972 : Jason King : En quête de personnages  (saison 1 épisode 25) : Chief Inspector Hughes
- 1972 : His and Hers : Come Back (saison 2 épisode 5) : Walter Foley
- 1972 : Lollipop Loves Mr Mole : Its Only Natural Gas (saison 2 épisode 3) : Sir Humphrey Stevens
- 1973 : Sam (en) : Home from Home (saison 1 épisode 11) : Mr. Birtles
- 1974 : Up the Workers : Sir Henry Carmichael
- 1974 : L'enfance de Dominique : Lost at Sea (saison 1 épisode 1) : Joshua Kemp
- 1974 : L'enfance de Dominique : A Frog He Would A-Wooing Go (saison 1 épisode 8) : Joshua Kemp
- 1974 : L'enfance de Dominique : A Ghost in Greenwich (saison 1 épisode 11) : Joshua Kemp

#### Téléfilms
- 1956 : A Flea Off Pepe de Anthony Steven : Police Inspector
- 1961 : Girl on a Roof de Chloe Gibson : Mr. Smith
- 1968 : Minding the Shop de James Gilbert : Shop Owner
- 1973 : Go for Gold de John Mackenzie : Crapton